# 97 (число)
97 (девяносто семь) — натуральное число, расположенное между числами 96 и 98.

## Математика
Число 97 — бесквадратное простое число вида 4n + 1, наибольшее двузначное простое, число-эмирп (простое число, при прочтении справа налево дающее другое простое число).
97 — норма гауссовых простых 4 + 9i и 9 + 4i.
97 — целая часть четвёртой степени числа {\displaystyle \pi } и сумма четвёртых степеней первых двух простых чисел:
{\displaystyle \pi ^{4}\approx 97,409091\dots ,}
{\displaystyle 2^{4}+3^{4}=16+81=97.}
Кроме того,
{\displaystyle ({\sqrt {2}}+{\sqrt {3}})^{4}=97,989794\dots }
97 — число простых чисел, не превышающих 29 = 512. Есть 31 простое число до 128, 54 простых числа до 256, 172 простых числа до 1024 и 309 простых чисел до 2048.
Сиракузская последовательность, начинающаяся с числа 97, приходит к единице за 118 шагов. Никакое меньшее число не даёт начало более длинной последовательности; предыдущий рекорд — число 73, которое переходит в единицу за 115 шагов.
Если сложить произведения элементов всех разбиений числа 7 на натуральные слагаемые, получится число 97.
```
 7 = 1 + 1 + 1 + 1 + 1 + 1 + 1      (произведение 1)
   = 2 + 1 + 1 + 1 + 1 + 1          (произведение 2)
   = 2 + 2 + 1 + 1 + 1              (произведение 4)
   = 2 + 2 + 2 + 1                  (произведение 8)
   = 3 + 1 + 1 + 1 + 1              (произведение 3)
   = 3 + 2 + 1 + 1                  (произведение 6)
   = 3 + 2 + 2                     (произведение 12)
   = 3 + 3 + 1                      (произведение 9)
   = 4 + 1 + 1 + 1                  (произведение 4)
   = 4 + 2 + 1                      (произведение 8)
   = 4 + 3                         (произведение 12)
   = 5 + 1 + 1                      (произведение 5)
   = 5 + 2                         (произведение 10)
   = 6 + 1                          (произведение 6)
   = 7                              (произведение 7)
 1 + 2 + 4 + 8 + 3 + 6 + 12 + 9 + 4 + 8 + 12 + 5 + 10 + 6 + 7 = 97.
```

### В десятичной системе счисления
97 — наименьшее из чисел, три первых кратных которых содержат цифру 9:
97 × 1 = 97
97 × 2 = 194
97 × 3 = 291
Наименьшим числом, два первых кратных которого содержат девятку, является 49, а наименьшим числом, четыре первых кратных которого содержат девятку — 98.
Период десятичной записи числа, обратного 97, имеет максимальную длину — 96 цифр:
```
 1/97 = 0,(010309 278350 515463 917525
           773195 876288 659793 814432
           989690 721649 484536 082474
           226804 123711 340206 185567)
```

Первые восемь цифр периода образуют первые четыре степени тройки. Это связано с тем, что 97 = 100 — 3.
```
 01
   03
     09
       27
         81
          243
            729
 --------------
 010309278350..
```

Число, полученное конкатенацией нечётных чисел от 1 до 97, является простым. Предыдущее нечётное число с этим свойством — 67, также являющееся простым; следующее нечётное число с тем же свойством — составное число 5139.

## Наука
- Атомный номер берклия
- 97 % спирта содержится в медицинском спирте

## Григорианский календарь
Числа, связанные с григорианским календарём: 4, 7, 14, 28, 29, 30, 31, 52, 90, 91, 92, 97, 100, 365, 366, 400
97 из каждых 400 лет в григорианском календаре являются високосными.
- В общем случае года с номерами, делящимися на 4 — високосные, что даёт 100 из 400 лет.
- Несмотря на это, год с номером, делящимся на 100, не является високосным (100 — 4 = 96).
- Однако год с номером, делящимся на 400, является високосным (100 — 4 + 1 = 97).

## В других областях
- 1997 год
- 97 день в году — 7 апреля (в високосный год — 6 апреля)
- ASCII-код символа «a»
- 97 — Код ГИБДД-ГАИ Москвы.
- 97 — одноимённый сингл латиноамериканского диджея FTampa и голландца Kenneth G